# Pa Dembo Touray
Pa Dembo Touray (ur. 31 marca 1980 w Bandżulu) piłkarz gambijski grający na pozycji bramkarza.

## Kariera klubowa
Touray jest wychowankiem klubu Real Bandżul pochodzącego ze stolicy Gambii. W jego barwach występował przez dwa sezony i w 2000 roku przeszedł do szwedzkiego Djurgårdens IF. Tam jednak natrafił na konkurencję Rami Shaabana i rozegrał zaledwie jeden mecz w Allsvenskan, a następnie na dwa sezony został wypożyczony do drugoligowego klubu Assyriska FF, w którym był pierwszym bramkarzem. W 2003 roku wrócił do Sztokholmu, ale ponownie nie wystąpił w żadnym spotkaniu, tym razem będąc rezerwowym dla Andreasa Isakssona. W 2004 roku wypożyczono go do norweskiej Vålerenga Fotball, w której występował przez pół roku, a po odejściu Isakssona do Stade Rennais FC, wrócił do Djurgårdens i stał się pierwszym bramkarzem klubu. W 2005 roku wywalczył mistrzostwo Szwecji, a w wygranym 8:1 meczu z IF Elfsborg zdobył gola z rzutu karnego. Zdobył też Puchar Szwecji W 2006 roku nie obronił ze swoim klubem mistrzostwa i zajął 6. miejsce w lidze. W 2007 roku zajął 3. miejsce w Allsvenskan. W 2012 roku przeszedł do Santosu Kapsztad.
W sierpniu 2015 wrócił do Szwecji, gdzie podpisał kontrakt z Vasalunds IF.
| Sezon   | Klub              | Kraj              | Rozgrywki    | Mecze | Bramki |
| ------- | ----------------- | ----------------- | ------------ | ----- | ------ |
| 1998/99 | Real Bandżul      | Gambia            | 1. liga      | ?     | ?      |
| 1999/00 | Real Bandżul      | Gambia            | 1. liga      | ?     | ?      |
| 2000    | Djurgårdens IF    | Szwecja           | Superettan   | 1     | 0      |
| 2001    | Assyriska FF      | Szwecja           | Superettan   | 29    | 0      |
| 2002    | Assyriska FF      | Szwecja           | Superettan   | 30    | 0      |
| 2003    | Djurgårdens IF    | Szwecja           | Allsvenskan  | 0     | 0      |
| 2004    | Vålerenga Fotball | Norwegia          | Tippeligaen  | 11    | 0      |
| 2005    | Djurgårdens IF    | Szwecja           | Allsvenskan  | 26    | 1      |
| 2006    | Djurgårdens IF    | Szwecja           | Allsvenskan  | 25    | 0      |
| 2007    | Djurgårdens IF    | Szwecja           | Allsvenskan  | 26    | 0      |
| 2008    | Djurgårdens IF    | Szwecja           | Allsvenskan  | 23    | 0      |
| 2009    | Djurgårdens IF    | Szwecja           | Allsvenskan  | 25    | 0      |
| 2010    | Djurgårdens IF    | Szwecja           | Allsvenskan  | 23    | 0      |
| 2011    | Djurgårdens IF    | Szwecja           | Allsvenskan  | 29    | 0      |
| 2011/12 | Santos FC         | Południowa Afryka | PSL          | 14    | 0      |
| 2012/13 | Santos FC         | Południowa Afryka | Mvela League | 28    | 0      |
| 2013/14 | Santos FC         | Południowa Afryka | Mvela League |       |        |

## Kariera reprezentacyjna
W reprezentacji Gambii Tourray zadebiutował w 2000 roku. Od 2005 roku jest pierwszym bramkarzem kadry narodowej i brał z nią udział w eliminacjach do Mistrzostw Świata w Niemczech.